# Зубкова, Пелагея Егоровна
Пелагея Егоровна Зубкова (азерб. Pelageya Yeqorovna Zubkova; 12 сентября 1898, Линейная — 16 декабря 1965, Куткашен) — советский азербайджанский табаковод, Герой Социалистического Труда (1950).

## Биография
Родилась 21 сентября 1898 года в ст. Линейная.
С 1948 года звеньевая, табаковод колхоза имени Чкалова Куткашенского района. В 1949 году получила урожай табака сорта «Трапезонд» 30 центнеров с гектара на площади 3 гектара.
С 1958 года пенсионер союзного значения.
Указом Президиума Верховного Совета СССР от 17 июня 1950 года за получение высоких урожаев табака в 1949 году Зубковой Пелагее Егоровне присвоено звание Героя Социалистического Труда с вручением ордена Ленина и золотой медали «Серп и Молот».
Скончалась 16 декабря 1965 года в городе Куткашен Куткашенского района.